# Echinoaesalus jaechi
Echinoaesalus jaechi là một loài bọ cánh cứng trong họ Lucanidae. Loài này được Zelenka mô tả khoa học năm 1993.